# Zygocotyle lunata
Zygocotyle lunata är en plattmaskart. Zygocotyle lunata ingår i släktet Zygocotyle och familjen Paramphistomatidae. Inga underarter finns listade i Catalogue of Life.